# Opération Baliste
L'opération Baliste a été déclenchée en juillet 2006 par l'Armée française afin de venir en aide aux ressortissants français et européens au Liban lors du conflit israélo-libanais de 2006. Elle s'est achevée le 21 février 2008.

## Chronologie
Fin juillet, lorsque l'aéroport de Beyrouth est bombardé par Israël, la France décide d'évacuer ses ressortissants du Liban.
Les forces armées françaises sont mises en alerte et envoyées par la mer, au large du Pays du cèdre. Les évacuations seront effectuées en deux temps, par voie aérienne vers Chypre ou par bateau de Beyrouth vers Larnaca à Chypre, puis de Chypre vers la France.

## Composition
La force Baliste a été essentiellement armée par des unités de la Marine nationale française, ainsi que de l'Armée de terre. Certaines unités étaient déjà sur place au titre de la FINUL, d'autres ont été envoyées uniquement pour assurer l'évacuation des ressortissants, et d'autres encore sont restées sur place au titre de la FINUL II.

### Marine nationale
Sept unités de la Marine nationale représentant 1 000 marins sont présentes sur la zone de l’opération Baliste pour assurer l’évacuation de 4 753 ressortissant étrangers :
- BPC Mistral ;
- Frégate anti-sous-marine Jean de Vienne ;
- Transport de chalands de débarquement Siroco ;
- Frégate Jean Bart ;
- Frégate anti-sous-marine Montcalm ;
- Transport de chalands de débarquement Foudre ;
- Frégate antiaérienne Cassard ;
- Frégate La Fayette.

### Armée de Terre
- Unités déjà présentes sur place lors du déclenchement de l'opération au titre de la FINUL :
  - 501e-503e régiment de chars de combat
  - 3e régiment d'hélicoptères de combat
  - 6e régiment du génie
  - 1er régiment étranger de génie
  - 13e régiment du génie
  - 6e régiment du matériel
  - 1er Groupement logistique du commissariat de l'Armée de terre
  - 1er régiment de chasseurs parachutiste

- Unités projetées au titre de la FINUL II (renforcement des forces françaises au Liban)
  - 2e division blindée (éléments d'état-major)
  - 28e régiment de transmissions
  - 601e régiment de circulation routière
  - 6e-12e régiment de cuirassiers
  - Régiment de marche du Tchad
  - 1er régiment d'artillerie de marine
  - 1er régiment d'artillerie (France)
  - 57e régiment d'artillerie
  - détachement transmissions et logistique armé par plusieurs régiments

- Unités projetées au titre de l'opération Baliste uniquement
  - 7e bataillon de chasseurs alpins
  - 2e régiment étranger de génie
  - 3e régiment d'hélicoptères de combat
  - 2e régiment d'infanterie de marine
  - 1er régiment de spahis
  - 6e régiment du génie

## Bilan
14 000 personnes dont 10 000 Français seront évacuées lors de l'opération. 7 714 personnes auront été évacuées par la Marine nationale et d'autres par les moyens de l'armée de l'Air. le 21 février 2008, le ministère de la Défense français a indiqué que le déploiement de l’EUROMARFOR au large du Liban dans le cadre de la FINUL Navale signifiait la fin de la mission Baliste.

## Chancellerie
Pour cette mission ont été accordés selon l'unité, la période, la durée et les actions menées :
- Médaille française "Outre-mer" avec agrafe en vermeil "Liban" (au moins un jour sur zone) ;
- Médaille de la « FINUL » Force Intérimaires des Nations unies au Liban (au moins 90 jours consécutifs sur zone) ;
- Témoignage de satisfaction collectif ou individuel ;
- Lettre de félicitations collective ou individuelle.

Dans des cas plus rares, certaines hautes distinctions ont été décernées comme la "croix de la valeur militaire" ou des "citations sans croix" (médaille d'or de la défense nationale avec étoile).